# Сулейманові гори
30°30′ пн. ш. 70°10′ сх. д. / 30.500° пн. ш. 70.167° сх. д.

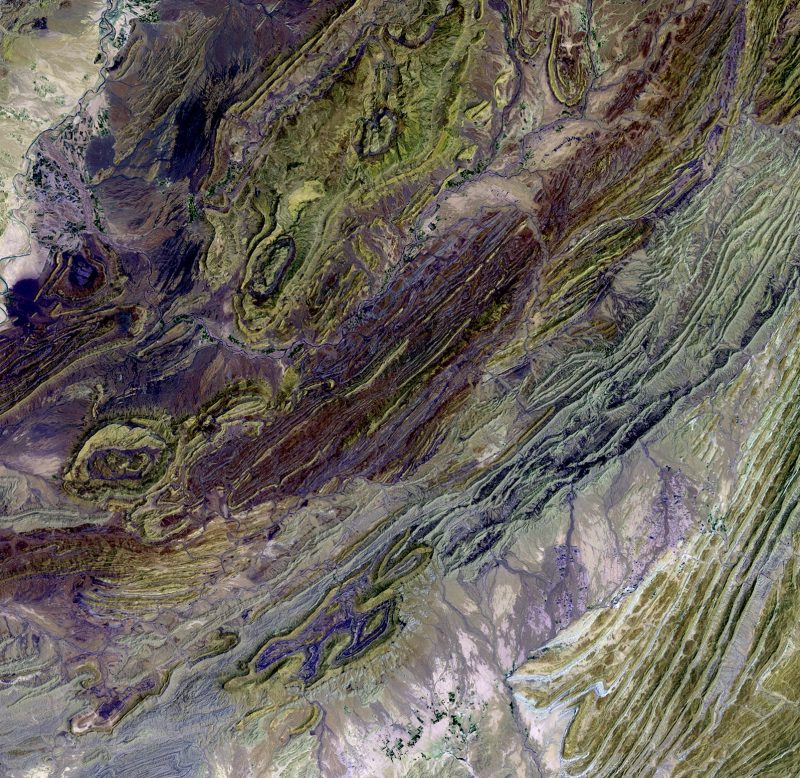
Фотографія із супутника

Сулейманові гори (пушту د سليمان غر da Sulaimān Ğar; белуджійська/Урду/фарсі: کوه سليمان Koh-e Sulaimān) — гірська система першого порядку у східному і південно-східному Афганістані (Забуль, Лоя-Пактія і на південному сході Кандагару та Пакистані (Південний Вазиристан, північ Белуджистануі південному заході Пенджабу).

## Географія
Сулейманові гори простягаються уздовж меридіана з невеликою опуклістю на схід, приблизно по середній течії Інду. Мають 600 км в довжині і 300 км в ширині.
Гори побудовані переважно з мезозойських осадових порід — сланцю, вапняку і пісковику. Зазнали здіймання під час альпійського орогенезу і належать до Альпійсько-Гімалайського пасма.
Цей регіон розташований між Іранським нагір'ям і Індійським субконтинентом, на схід від пустелі Деште-Лут і на захід від річки Інд. На північ від Сулейманових гір розташована гірська система Гіндукуш. Найвища вершина гір знаходиться в Белуджистані — Тахтім-і-Сулейман, (3487 м). Сулейманові гори, і високі плато на заході й південному заході від них, утворюють дощовий сутінок (від мусонів, що дмуть з Індійського океану), на півдні Афганістану. Відносно пласка і незмінна Дельта Інду розташована на схід від гір.